# Alosno
Alosno település Spanyolországban, Huelva tartományban. Alosno El Almendro, Calañas, El Cerro de Andévalo, Gibraleón, Puebla de Guzmán, Trigueros és Villanueva de los Castillejos községekkel határos. Lakosainak száma 3982 fő (2024).

## Népesség
A település lakosságának változását az alábbi diagram mutatja:
| Lakosok száma | 4792 | 4419 | 4478 | 4381 | 4285 | 4103 | 3995 | 3923 | 3929 | 3982 |
|               | 2001 | 2004 | 2006 | 2009 | 2011 | 2014 | 2016 | 2019 | 2021 | 2024 |